# Прибутковий будинок Крилова
Прибутковий будинок Крилова, Колишній дохідний дім на вулиці Єфремова — будівля в Сімферополі, у верхньому Старому місті, в Київському районі. Пам'ятка культурної спадщини України UA-01-101-0164, рішення КО від 05.06.1984 № 284.

## Опис
Розташування: вулиця Єфремова, 18 / вулиця Студентська, 19 / провулок Темний, 1, літер «А», «Б», «б», «Д», «Е», «Ж», «Н», «С»
Будинок побудований у 1910 році, хоча існує думка, що точної дати побудови немає, і був це період із 1900 по 1917 рік.
У триповерховому будинку збереглися деякі вітражні вікна та мозаїчна підлога на загальному балконі. Усередині двору були господарські будівлі, перероблені на квартири, що виходять на вулицю Студентську.
За легендою, за часів Російської Імперії в ньому знаходився «публічний дім», за радянських часів будинок був пристосований до потреб комунального житла.
Прибутковий будинок — особливий тип архітектурних споруд, побудованих для оренди. До початку XX століття власники прибуткових будинків почали прикрашати парадний вхід у будівлю, а також облаштовувати колодязі у невеликих внутрішніх двориках. Характерною особливістю прибуткових будинків є типове планування кімнат і групування їх навколо сходових кліток або коридорів.

## Галерея

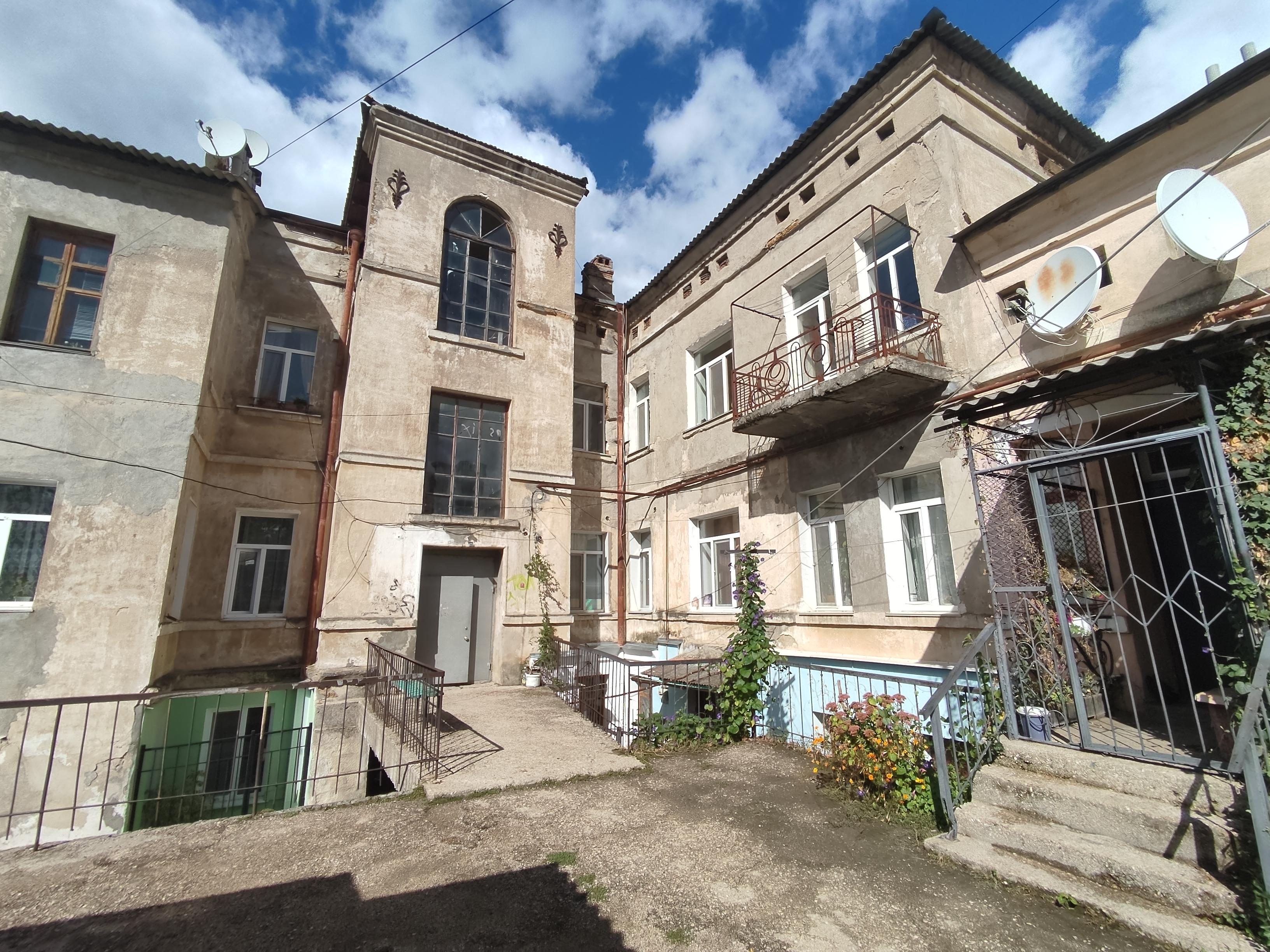
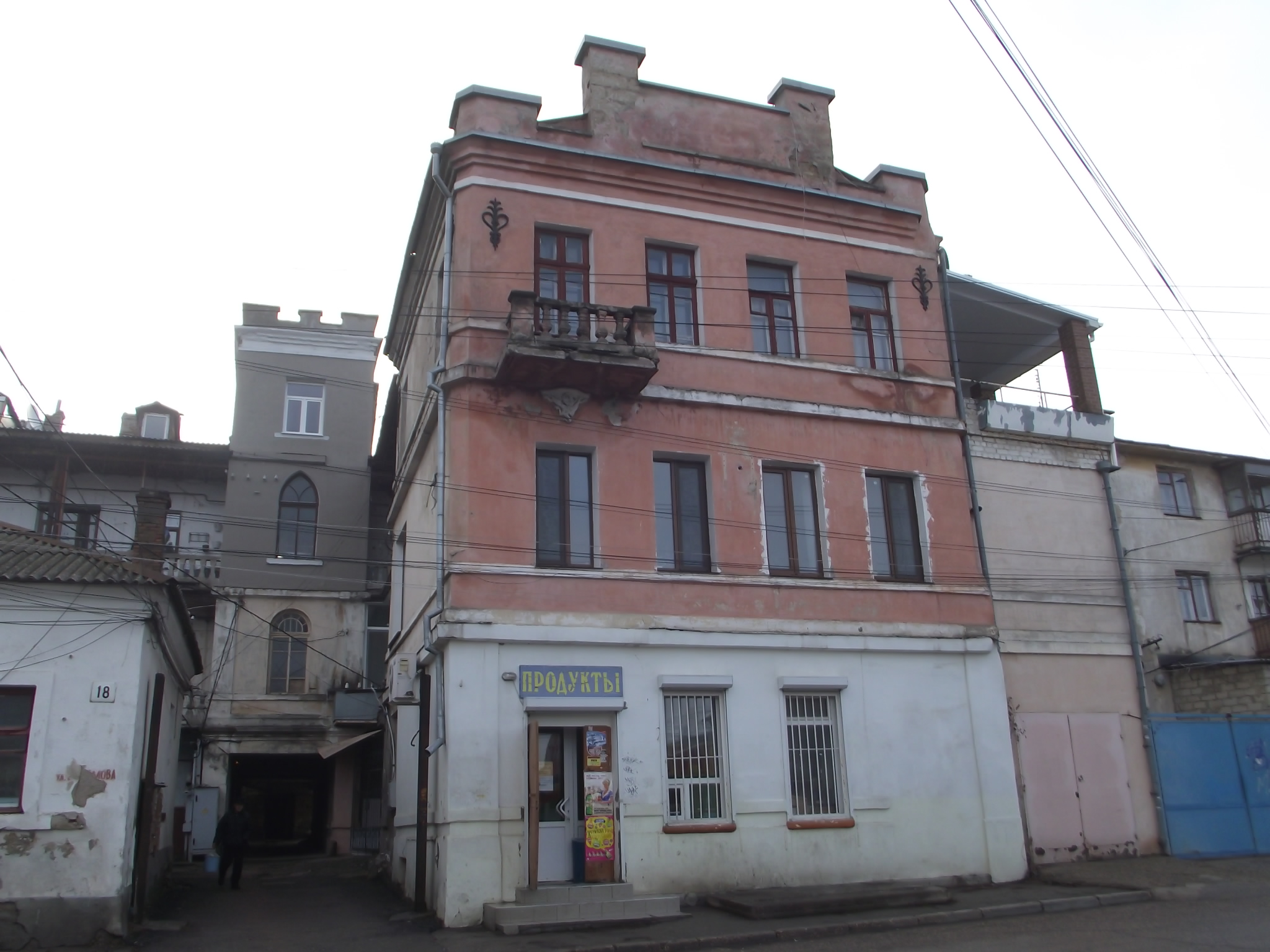
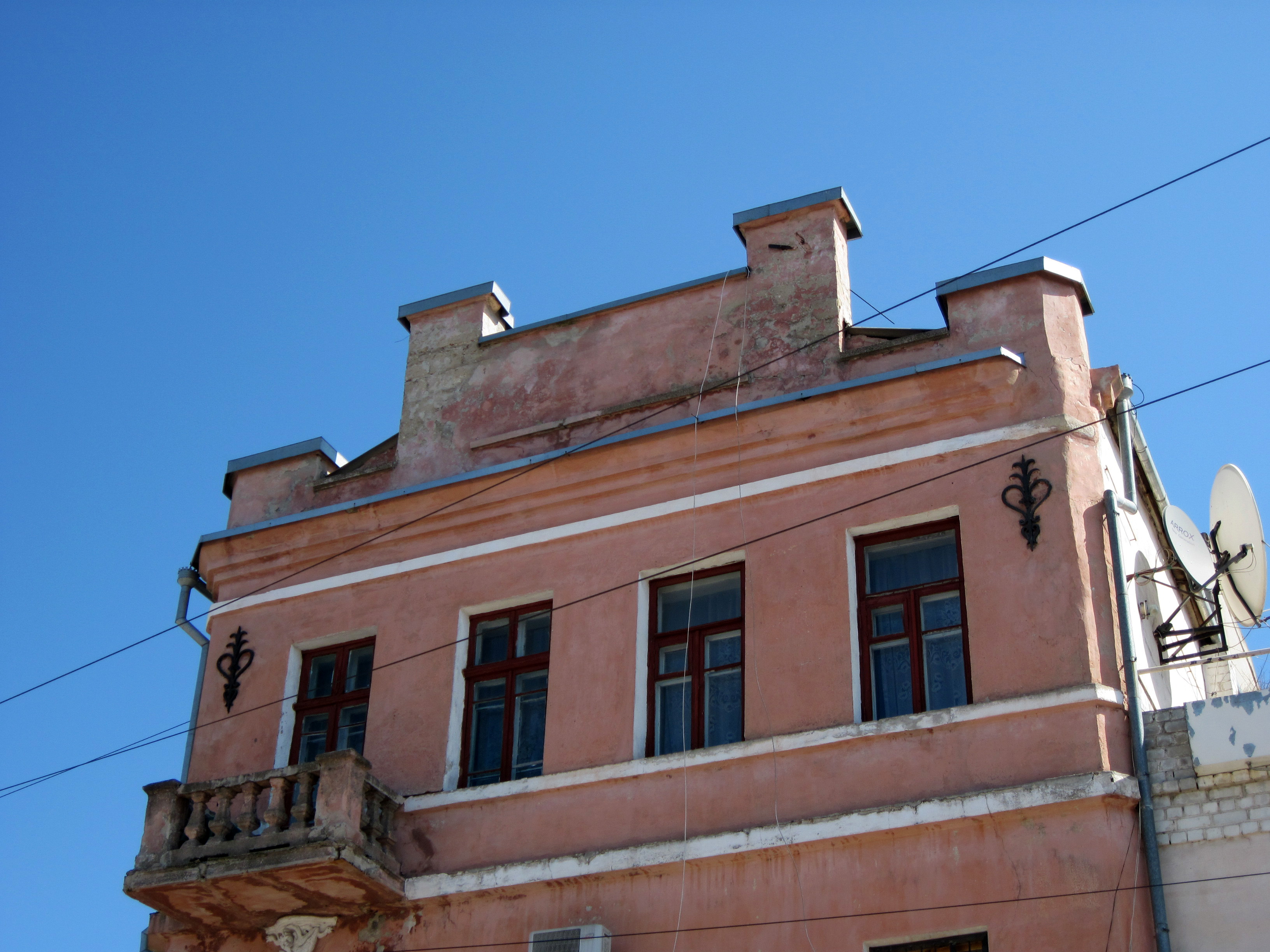
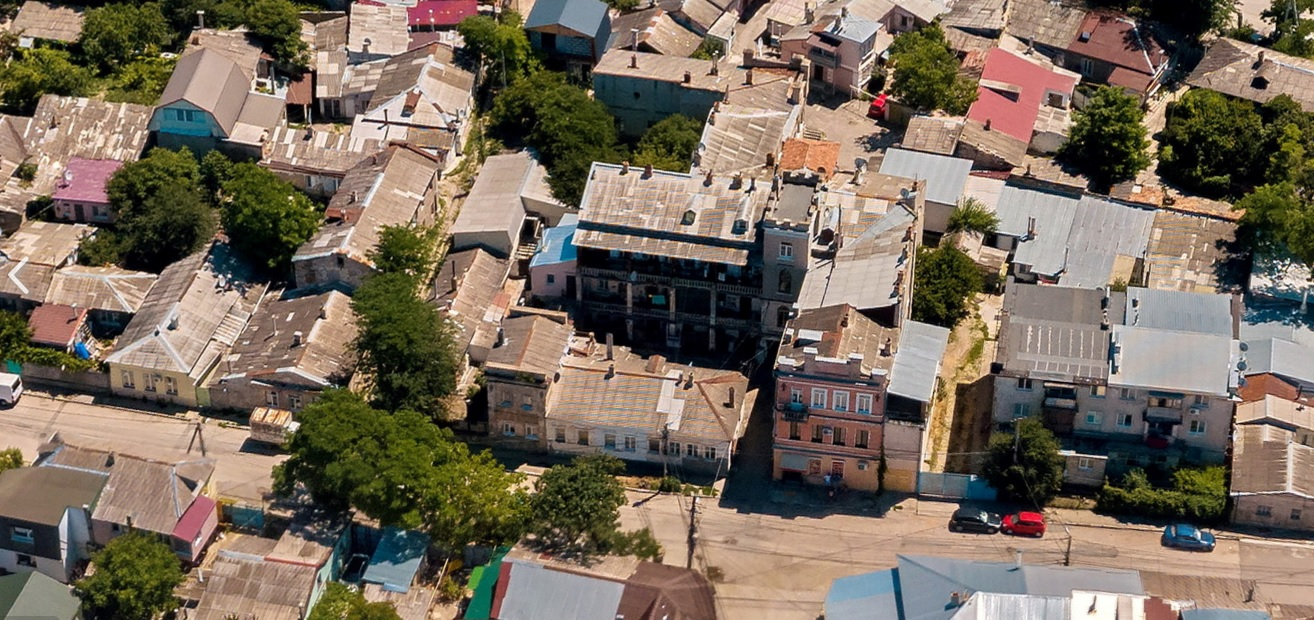